# Carl Alfred Danielsson-Bååk

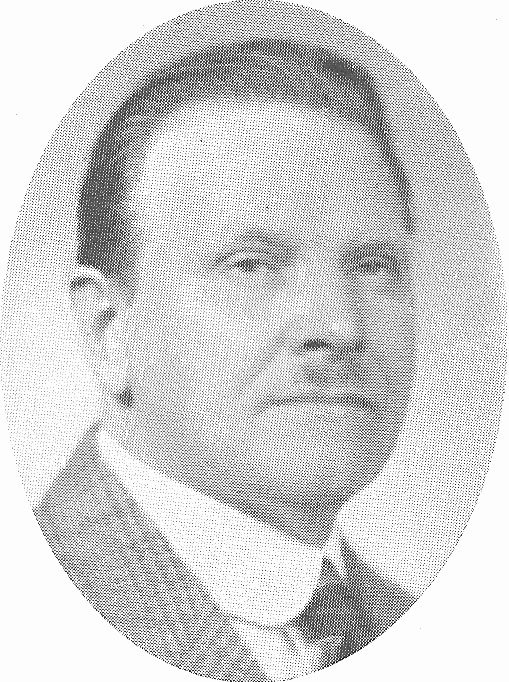
Carl Alfred Danielsson-Bååk

Carl Alfred Danielsson-Bååk, född 20 augusti 1872 i Stockholm, död där 18 juli 1967, var en svensk arkitekt.

## Biografi
Carl Alfred Danielsson-Bååk var son till byggmästaren Abraham Danielsson och Lovisa Englund. Efter avslutade studier 1894 vid Byggnadsyrkesskolan vid Tekniska skolan i Stockholm anställdes Danielsson-Bååk på arkitektkontor. 1902 blev han auktoriserad byggmästare och startade egen verksamhet där han de första åren samarbetade med David Lundegårdh. Han kom att verka som utställningsarkitekt vid Konstindustriutställningen 1909 i Stockholm och i Baltiska utställningen 1914 i Malmö. Under många år var han verksam medlem av KFUM och tillhörde Stockholmsföreningens styrelse samt förbundsstyrelsen. Produktionen är bred och omfattar bostäder, kyrkor och diverse anstalter i och utanför huvudstaden.

## Verk i urval

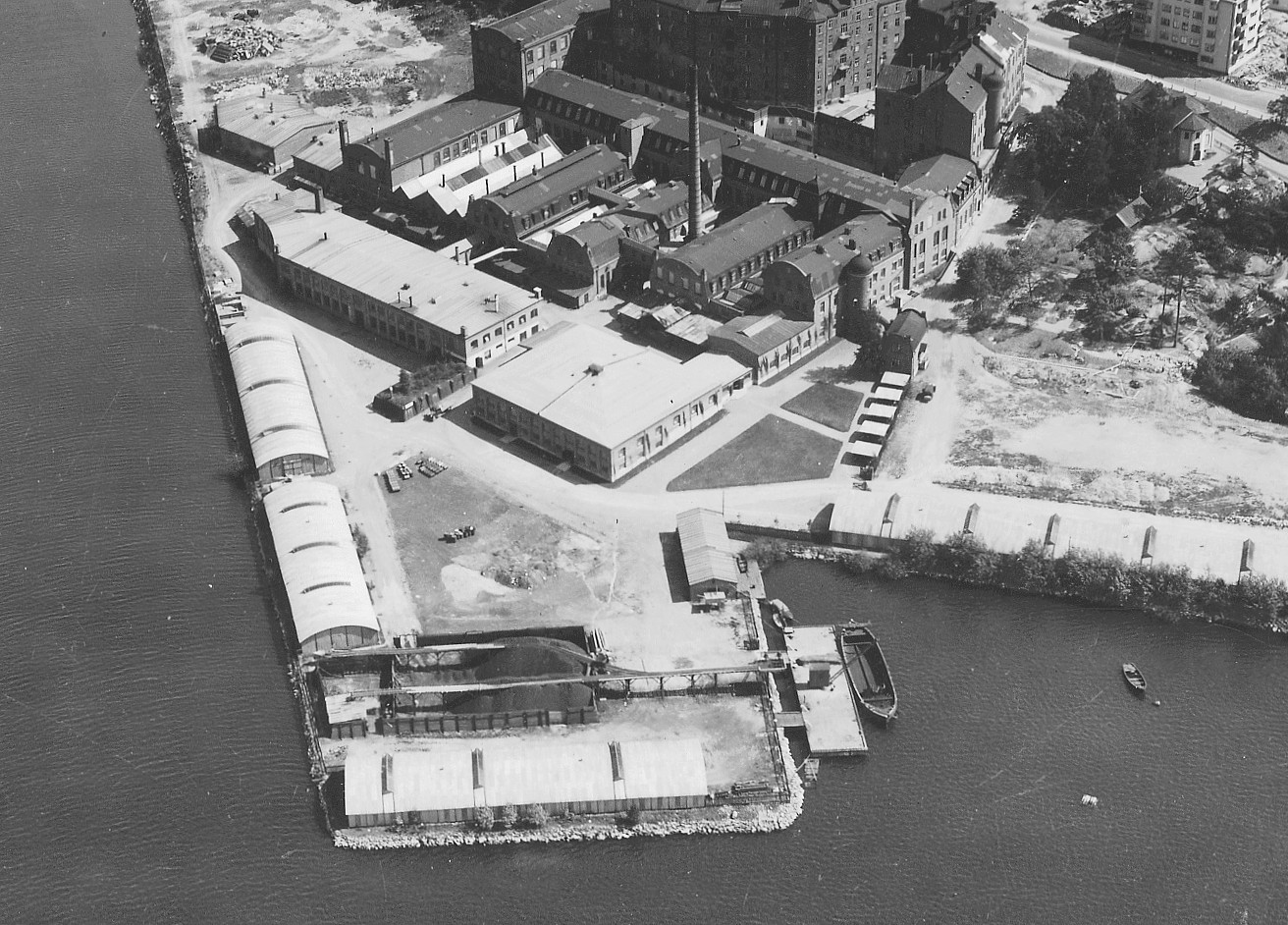
Primusfabriken på Lilla Essingen, 1939.

- Fasaden för fatmagasin mot Kungsholmstorg för S:t Eriks Bryggeri, Stockholm 1902
- Hornsgatan 4 (Hans Marschalcks hus), Stockholm, 1904–1908
- Ombyggnad av Västra Trädgårdsgatan 9, 1904–1905
- Primusfabriken på Lilla Essingen, Stockholm, 1906.
- KFUM, Birger Jarlsgatan 35, Stockholm, 1907–1910
- Småhus, Margaretavägen 58-60, Enskede 1909-1914.
- KFUM i Malmö (ej genomfört), 1908
- Grisslehamns kapell, 1909
- Rastaborgs herrgård (Rastaborgs slott), Ekerö, 1910
- Hunge kyrksal och skola i Jämtland, 1911
- Stadsmissionshus, Stortorget, Stockholm, 1912
- Eugeniahemmets asyl för överåriga, Stockholm, 1913
- Marholmen, Norrtälje semesterhem 1914 och folkbildningshem 1923
- Kälkesta herrgård, Södermanland 1916
- Fosterlandsstiftelsens elevbyggnad och bostad vid Hagaberg, 1918–1920
- Ersta ålderdomshem och gravkapell, Stockholm, 1919
- Ombyggnad av KFUM:s föreningshus i Norrköping 1921
- Mariehällskyrkan 1922–1924
- Missionskyrkan Valhalla, Stockholm, 1923
- Lanna gård, Närke
- Om- och tillbyggnad av Vedevågsbruk samt arbetarbostäder Västmanland.
- Arbetarbostäder vid Augustendal.
- Villor i Djursholm, Stocksund, Långängen, Lidingö villastad
- Villor för AB Hem på landet

## Bilder

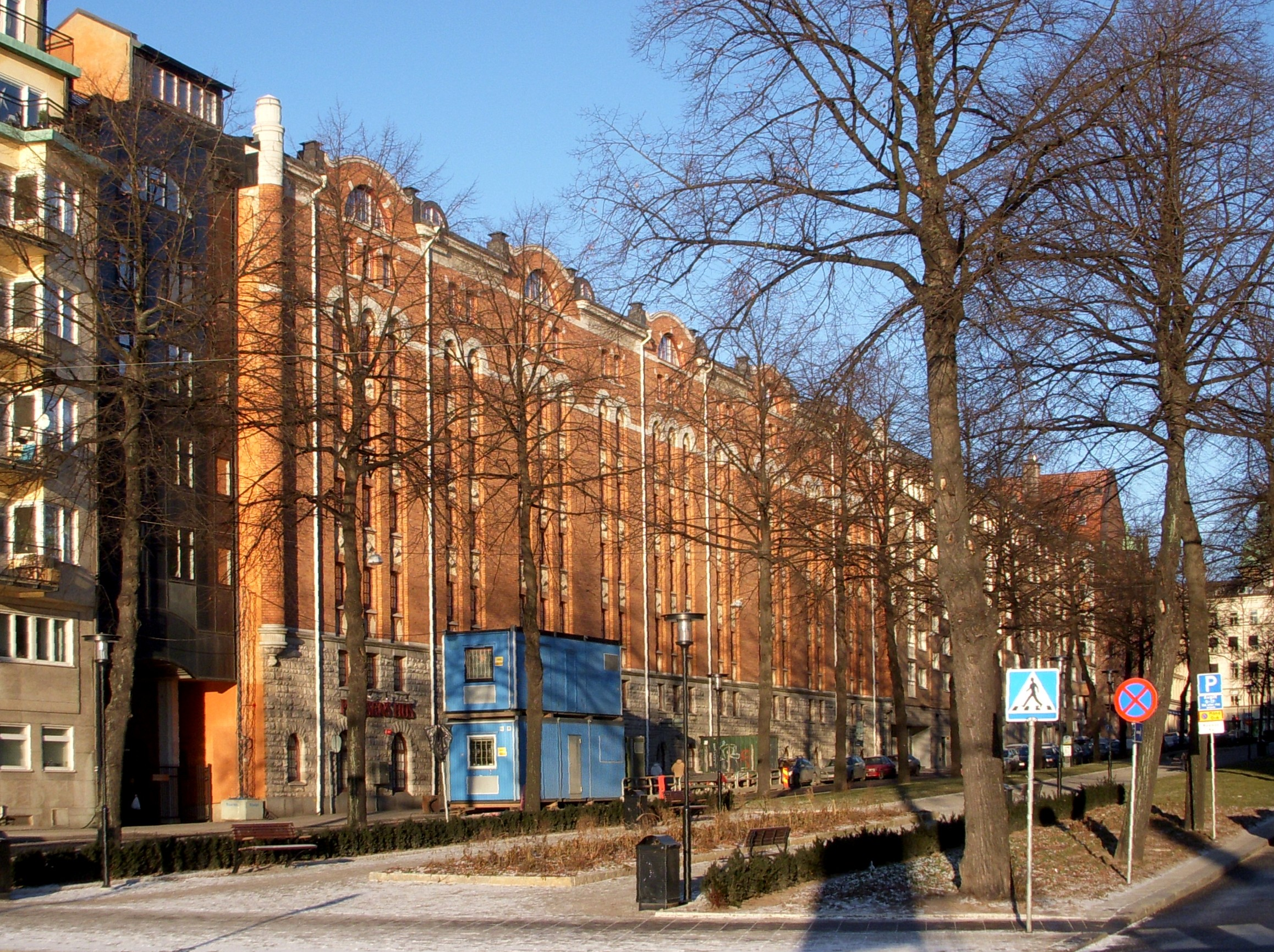
S:t Eriks Bryggeri
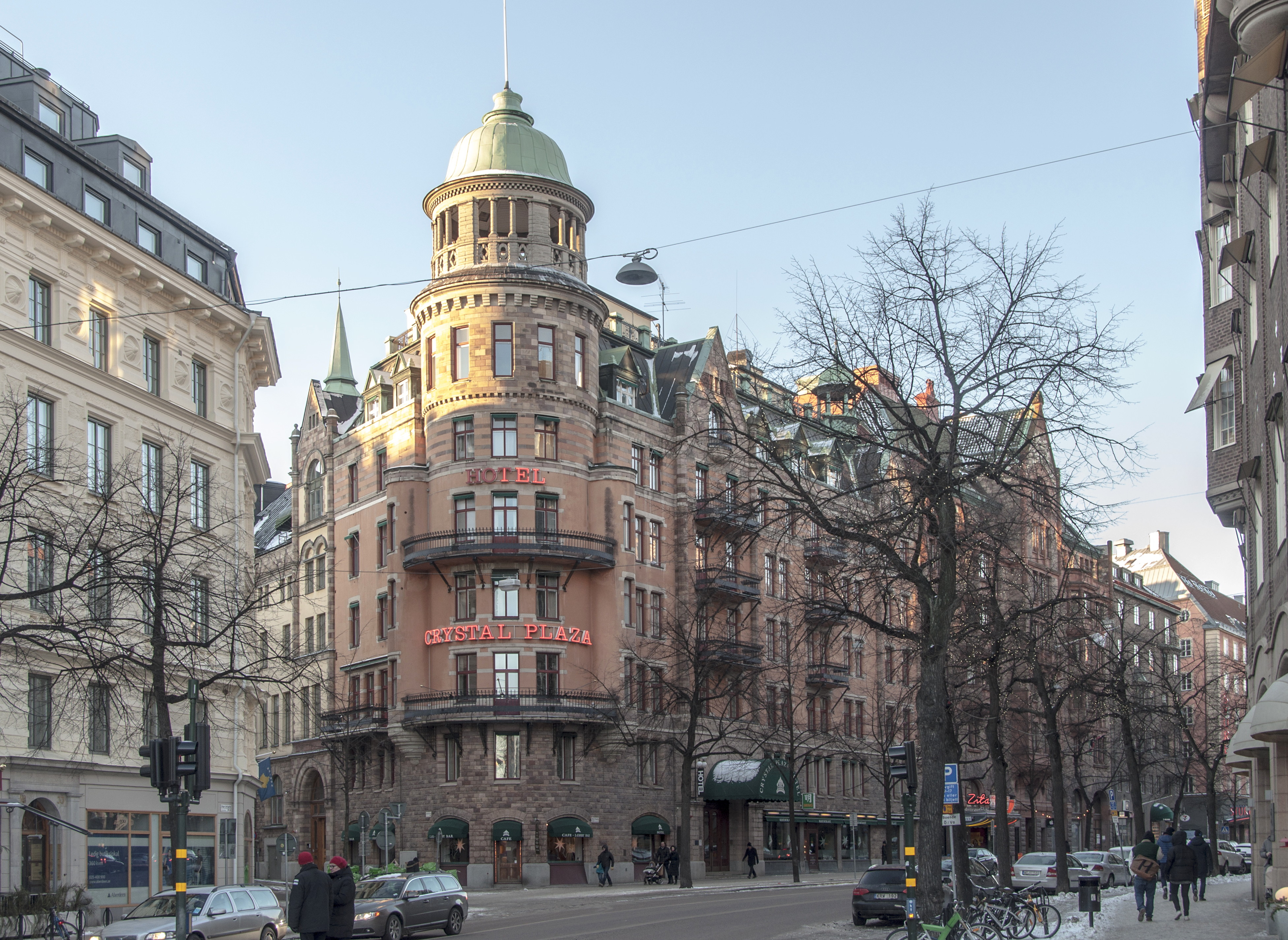
Birger Jarlsgatan 35
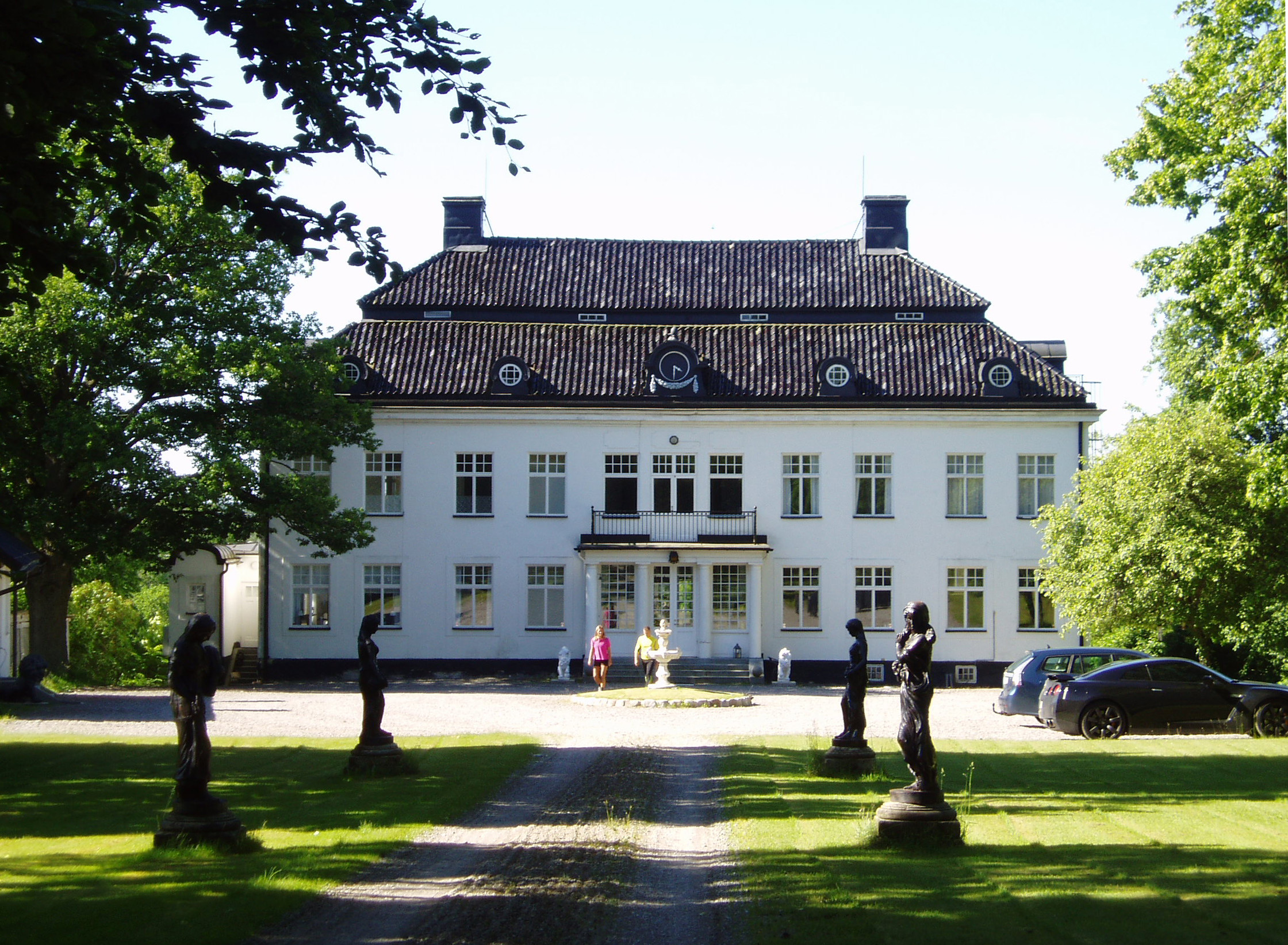
Rastaborg
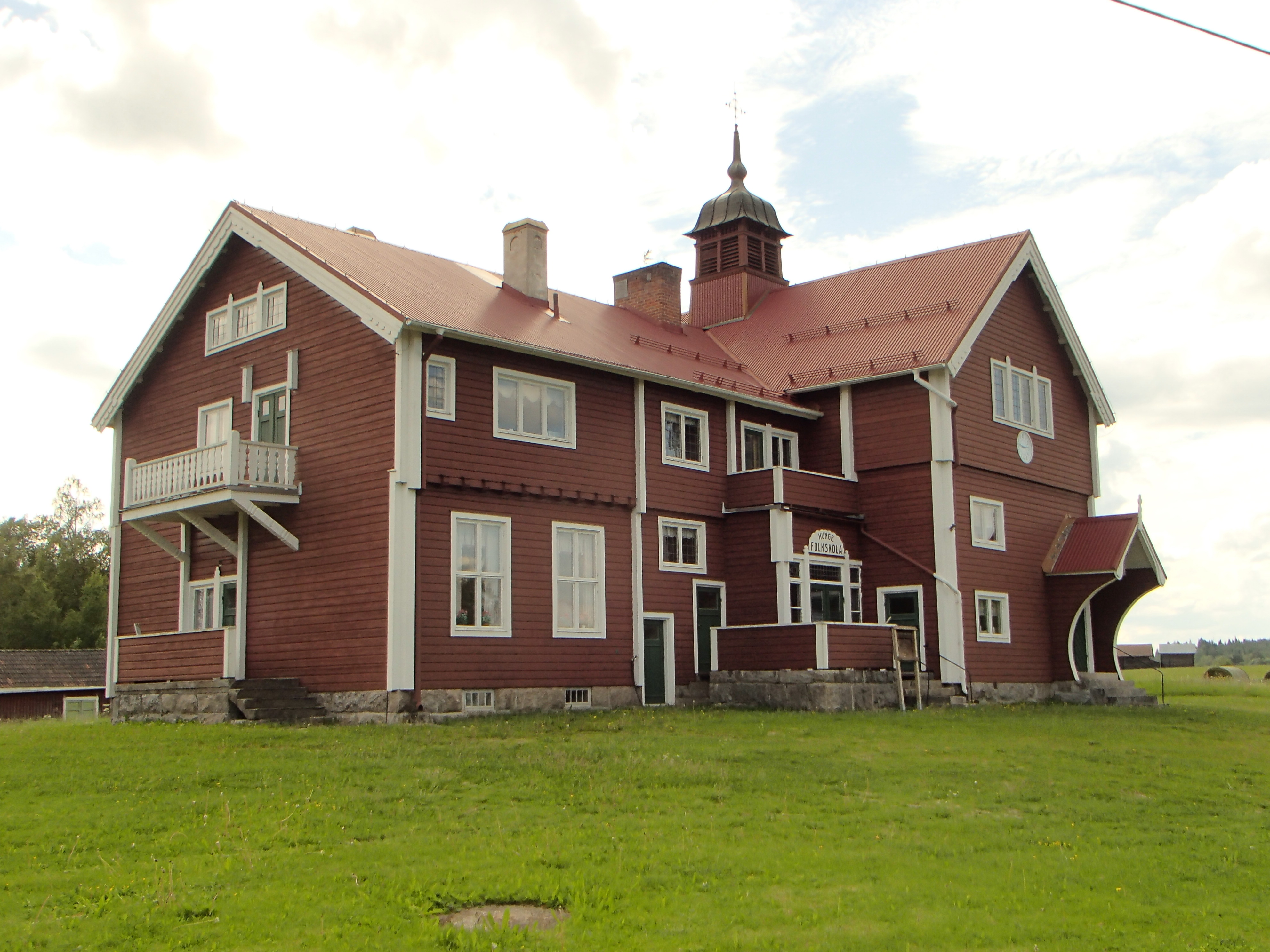
Hunge kapell och skola
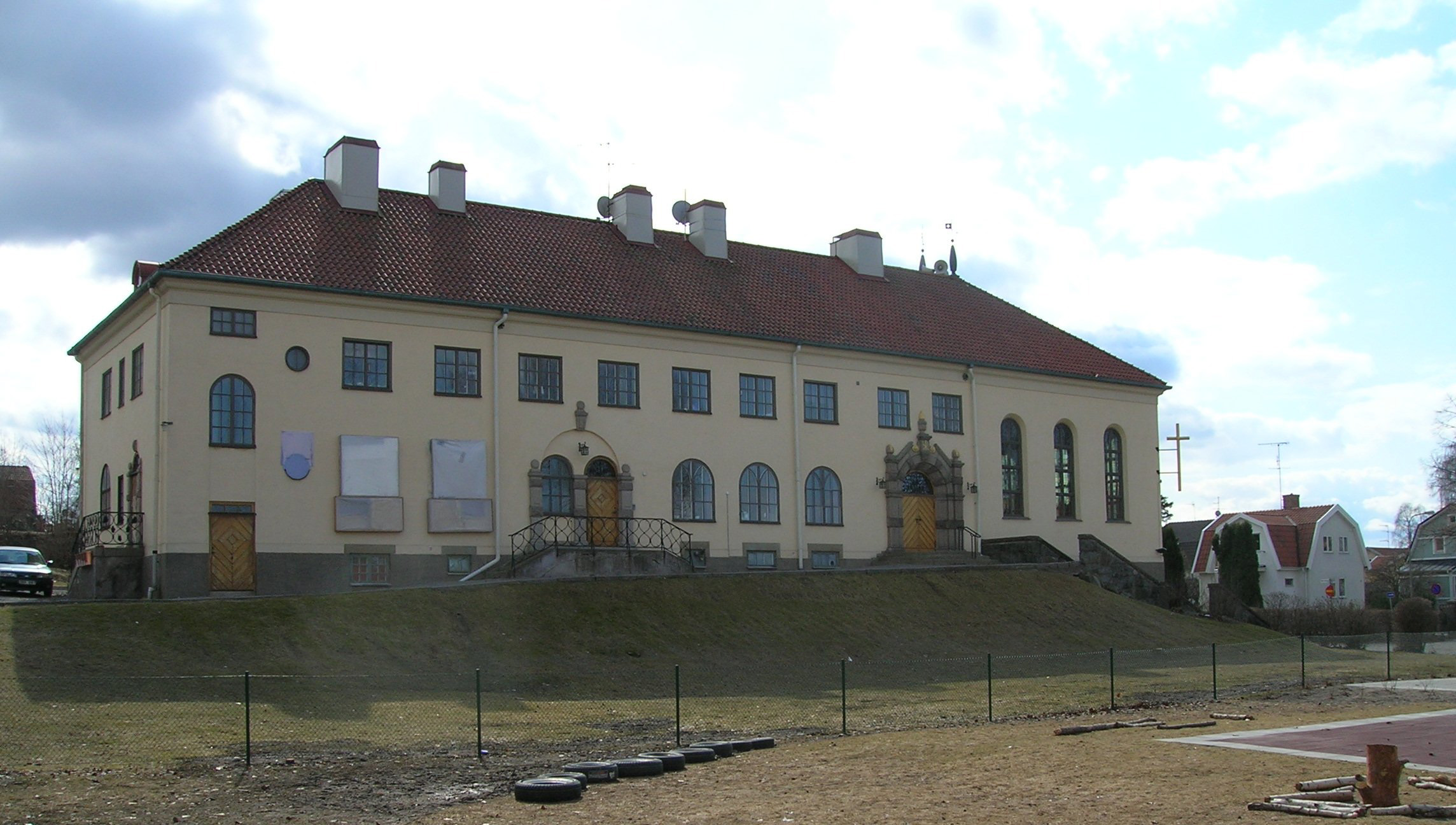
Mariehällskyrkan